# Nederduitse Gereformeerde Kerk (Beaufort-Wes)
De Nederduitse Gereformeerde Kerk van Beaufort-Wes is een kerkgebouw van de Nederduitse Gereformeerde Kerk in Beaufort-Wes, Zuid-Afrika, gebouwd in de periode 1892 tot 1894.
De gemeente van Beaufort-Wes is gesticht in 1819. Rondom 1888 wordt het dan 63 jaar oude kerkgebouw veel te klein voor de groeiende gemeente. De kekrenraadsnotulen maken op 29 februari 1892 melding van het feit dat men is begonnen aan de bouw van een nieuwe kerk. Op 22 september 1894 vindt de inwijdingsdienst plaats. De Kerkbode (Het ambtelijke orgaan van de Nederduitse Gereformeerde Kerk) bericht op 28 september over de inwijding van het kerkgebouw. De tekst in de kerkbode wordt hieronder letterlijk weergegeven:
Heden, 22 September, werd de nieuwe Kerk alhier ingewyd. Ds. A. Murray kwam reeds Dinsdag hier aan en had van Woensdagavond diensten. Later kwamen nog de predikanten van Victoria-West, Murraysburg en Prince Albert. Gisteren was een dag van groot gewoel, met het aankomen van al de leden der gemeente van buite, als mede van vele vreemdelingen. Heden te half tien ure werd de optocht gevormd van de deur van de pastorie, en trok men op naar de Kerk. Het gebouw met zyn toren van 150 voet hoog maakt een zeer aangenamen indruk, en is een sieraad voor het dorp. De deur werd ontsloten door Ds. A. Murray, die de inwydingsrede hield. Eers werd het rapport der Bouw Commissie gelevert, waaruit bleek dat de kerk £13,500 gekost heeft en dat daarvan iets over de £5000 werd afbetaald. Er rust dus een schuld van iets over £8000 op het gebouw. Dit nog buiten £800 dat de zusters afsonderlyk besteed. De preekstoel en het orgel, die niet zoolang geleden geschonken werden aan de oude kerk, zyn in de nieuwe overgebracht en passen er zeer goed by. De Kerk bevat zowat 1000 plaatsen, maar het getal menschen dat er in was, was zeker niet ver van 2000.
De tekst van de preek was Lev. 10:2, 3: Toen ging een vuur uit van het aangezicht des HEEREN, en verteerde hen; en zij stierven voor het aangezicht des HEEREN. En Mozes zeide tot Aäron: Dat is het, wat de HEERE gesproken heeft, zeggende: In degenen, die tot Mij naderen, zal Ik geheiligd worden, en voor het aangezicht van al het volk zal Ik verheerlijkt worden. Doch Aäron zweeg stil. De collecte tijdens de dienst bracht £ 736 op.
In de middag werd een voorbereidingsdienst gehouden en de volgende dag werd het Heilig Avondmaal gevierd. Het orgel uit de oude kerk (gebouwd in 1868) werd overgeplaatst naar de nieuwe kerk.
In september 1910 werd in de kerkenraadsvergadering gesproken over een nieuwe orgel. In januari 1911 wordt hiertoe besloten. Na samenstelling van een orgelcommissie wordt bij de orgelbouwer Cooper & Gill een orgel besteld. Op 26 januari 1912 wordt het orgel in gebruik genomen. Het orgel kostte £ 1250. De verkoop van het oude orgel bracht nog £ 100 op.
Na de stichting van de sendingvereniging omstreeks 1889 wordt een gebouw aangekocht naast de kerk aan de Donkinstraat, wat later bekend kwam te staan als de Ou Sendingsaal. In maart 1909 wordt besloten tot de bouw van een nieuwe vergadersaal. Deze is nog altijd in gebruik. In 1921 besloot de kerkenraad elektriese ligte aan te brengen in de kerk, de vergadersaal, de pastorie en het kostershuis. De kosten bedroegen £ 400. Ook het orgel kon nu voorzien worden van een elektrisch blaastoestel en de orgeldrukker verdween van het toneel. In mei 1919 wees de stadsraad de kerkenraad op de slechte toestand van de toren. Een diepe barst was zichtbaar. Op aanraden van een architect liet de kerkenraad de toren deels afbreken en opnieuw opbouwen. De kosten van £ 1000 waren een flinke tegenvaller voor het kerkbestuur.

## Predikanten
1. John Taylor, 1818-1824
2. Colin Fraser, 1825-1862
3. Albert Zinn, 1864-1866
4. Willem Petrus de Villiers, 1868-1875
5. Louis Hugo, 1876-1896
6. Pieter van der Merwe, 1896-1904
7. Paul Roux, 1905-1911
8. Johan George Steytler, 1912-1920
9. Johannes Rabie, 1921-1942
10. André Francois Malan, 1941-1944
11. Daniël Van Niekerk Theron, 1943-1944
12. Jan Christoffel du Plessis, 1945-1951
13. Lodewyk Petrus Spies, 1945-1948
14. Jacob Andries Cornelius Weidemann, 1947-1949
15. David Frederik van der Merwe, 1951-1961
16. Charles Cumpries Bond, 1968-1972
17. Bennie Meyer, 1972-1976
18. Adriaan Albertus (Terblanche, 1980-1998